# InVeKoS
InVeKoS (Integriertes Verwaltungs- und Kontrollsystem - Интегрированная Система Управления и Контроля) - пошагово вводимая  Европейской комиссией система предписаний для проведения единой аграрной политики в странах членах ЕС.
Решение о ведении системы было принято в ходе реформы Единой сельскохозяйственной политики Европейского союза (ЕСП) в 1992 году. InVeKoS является существенным инструментом для контроля за аграрными расходами ЕС.
Данные, полученные от InVeKoS входят в общий алгоритм расчетов Европейского Союза.
Концепция, координация и контрольные функции создания системы обеспечиваются Европейской Комиссией. Страны-члены ЕС обеспечиваю конкретную реализацию системы.
InVeKoS непрерывно развивается. Сейчас система состоит из следующих частей:
- системы стандартизации именований животных в рамках ЕС
- системы идентификации сельскохозяйственных участков земли (с 2005 - поддержанная Геоинформационной системой)
- системы обработки и выплаты заявок на помощь фермерам
- управленческого контроля а также выбранных путём анализа рисков контролей на местах.